# 최윤영 (1995년 미스코리아 선)
최윤영(1975년 8월 5일 ~ )은 대한민국의 배우다. 1995년 미스코리아 선 출신이다.

## 출연 작품

### 드라마
- 1996년 KBS2 미니시리즈 《파파》 - 이희수 역
- 1996년 MBC 주말연속극 《사랑한다면》 - 윤주 역
- 1997년 MBC 미니시리즈 《영웅반란》 - 안정미 역
- 1998년 SBS 수목드라마 《미스터 큐》- (3~4화) 어릴때 입양되었던 해외 거래처 바이어 역
- 1998년 KBS2 드라마 《사랑해서 미안해》 - 한소은 역
- 2000년 MBC 드라마 《베스트극장 - 너의 눈물로 나를 씻다》 - 진영 역
- 2000년 SBS 일일시트콤 《웬만해선 그들을 막을 수 없다》 - 노윤영 역
- 2002년 SBS 미니시리즈 《지금은 연애중》 - 강차희 역
- 2003년 SBS 미니시리즈 《선녀와 사기꾼》 - 로라 역

### 영화
- 2006년 시네마제니스 《투사부일체》 - 최나영 역

### TV 예능 프로그램
- 1997년 KBS2 《슈퍼 선데이》 - MC
- 2003년 KBS2 《슈퍼 TV 일요일은 즐거워》 - 위험한 초대 게스트 (3월 2일 방송)
- 2006년 SBS 《X맨》 - 게스트 (1월 8일, 1월 15일 출연)
- 2006년 아리랑 TV 《에이 플러스》

## 기타 활동

### 광고 모델
- P&G 팬틴
- 태영 데시앙
- 나드리화장품 메소니에
- 행남자기
- 롯데칠성음료
- LG칼텍스정유 시그마6
- 롯데 헬스원
- 코리아나화장품 세레비오 엔시아

## 경력
- 1995년 제39회 미스코리아 선발대회 선
- 2007년 10월 한국애보트 건강미인거듭나기 홍보대사
- 2007년 5월 평창동계올림픽 유치위원회 홍보대사

## 학력
- 보스턴 대학교 경영학 학사

## 가족
- 딸 : 박서지
- 딸 : 박태민

## 사회적 논란

### 기소유예
2012년 6월 25일, 최윤영은 절도 혐의로 서울강남경찰서의 수사를 받았다. 경찰은 피해자의 신고에 따라 이 사건을 수사한 것이 아니라, 은행공통전산망의 '분실수표 신고 시스템'에 의해 이 사건을 인지했는데, 경찰로서는 분실수표가 관내 은행 ATM에 사용됐기 때문에, 이를 수사하는 것은 당연한 것이었다. 그런데 경찰은 '피해자의 분실신고-부정수표 사용 확인-피해자 조사-혐의자 조사'의 순으로 수사를 진행시킨 것이 아니라, 혐의를 가지고 있는 최윤영을 먼저 조사했다. 경찰 조사에서 최윤영은 "내 가방에 있길래 ATM에 입금한 건 맞다"라고 했고, 이는 '절도 혐의'와 '점유이탈물 횡령 혐의'의 진술 증거로 활용될 수 있기 때문에 경찰은 '혐의 일부 인정'으로 언론에 알렸고, 연예 기사와 연예정보 방송 프로그램을 통해 이 사건은 '최윤영 절도'라는 이름으로 널리 퍼져나갔으며, 기자와 방송인들은 기사와 프로그램을 통해 '생활고 때문에 절도를 했다', '월경증후군으로 인한 도벽이었을 것이다' 등으로 이 사건의 경위를 나름대로 제시하기도 하였다.
2012년 8월 19일, 검찰은 경찰이 지인의 지갑을 훔쳐 절도한 혐의로 검찰에 송치한 최윤영에 대해, '절도죄'가 아닌 '점유이탈물 횡령죄'로 기소유예 처분을 내렸다. 기소유예란, 검사 입장에서 죄는 인정되지만, 피의자의 연령, 성행, 환경, 피해자와의 관계, 범행의 동기나 수단, 범행 후의 정황 등을 참작하여, 기소를 하여 전과자를 만드는 것보다는 다시 한번 성실한 삶의 기회를 주기 위하여, 검사가 기소를 하지 않고 피의자를 용서해주는 것을 말하고, 이는 불기소처분에 해당한다. 불기소처분은 검사가 사건을 수사한 결과, 재판에 회부하지 않는 것이 상당하다고 판단되는 경우에는 기소를 하지 않고 사건을 종결하는 것을 말한다.
최윤영이 밝히는 피해자의 지갑이 최윤영의 가방에 들어가게 된 경위는 다음과 같다. 2012년 6월 20일, 최윤영과 피해자 두 사람 모두 아이를 키우고 있다는 공통점이 있었는데, 피해자의 집에서 아이들은 놀고 두 사람은 대화를 나누고 있었다. 아이들끼리 놀다가 두 사람의 가방이 쏟아졌고, 최윤영은 자신의 아이에게 "남의 집인데, 좀 조용히 놀아야지! 쏟아진 거 가방에 다시 담아!"라고 했던 것이다. 그 과정에서 피해자의 지갑이 최윤영의 가방에 들어간 것이다.

최윤영의 친구는 다음과 같이 말했다. 
"피해자는 당연히 지갑이 없어졌으니, 경찰에 분실신고를 한 게 아니라 은행에 '수표분실신고'만 한 거고요. 사나흘 후쯤 윤영이는 자신의 가방에 들어있는 언니(피해자) 지갑을 보고 '언니, 지갑이 내 가방 속에 왜 있지? 급하게 써야할 돈이 있는데 먼저 쓸게'라고 이야기를 했대요. 그런데 피해자가 (최윤영에게) '수표분실신고'한 사실을 이야기해주지 않은 거예요. 서로 금전거래도 많았던 터라, 윤영이는 자연스럽게 피해자가 수표분실신고를 한 줄은 까맣게 모르고 ATM에 입금한 거죠. 분실신고가 되어 있으니까 당연히 경찰이 은행을 통해 윤영이의 신원을 확인한 거고요."